# Microstylum bhattacharyai
Microstylum bhattacharyai är en tvåvingeart som beskrevs av Joseph och Parui 1984. Microstylum bhattacharyai ingår i släktet Microstylum och familjen rovflugor. Inga underarter finns listade i Catalogue of Life.